# 関東水力電気

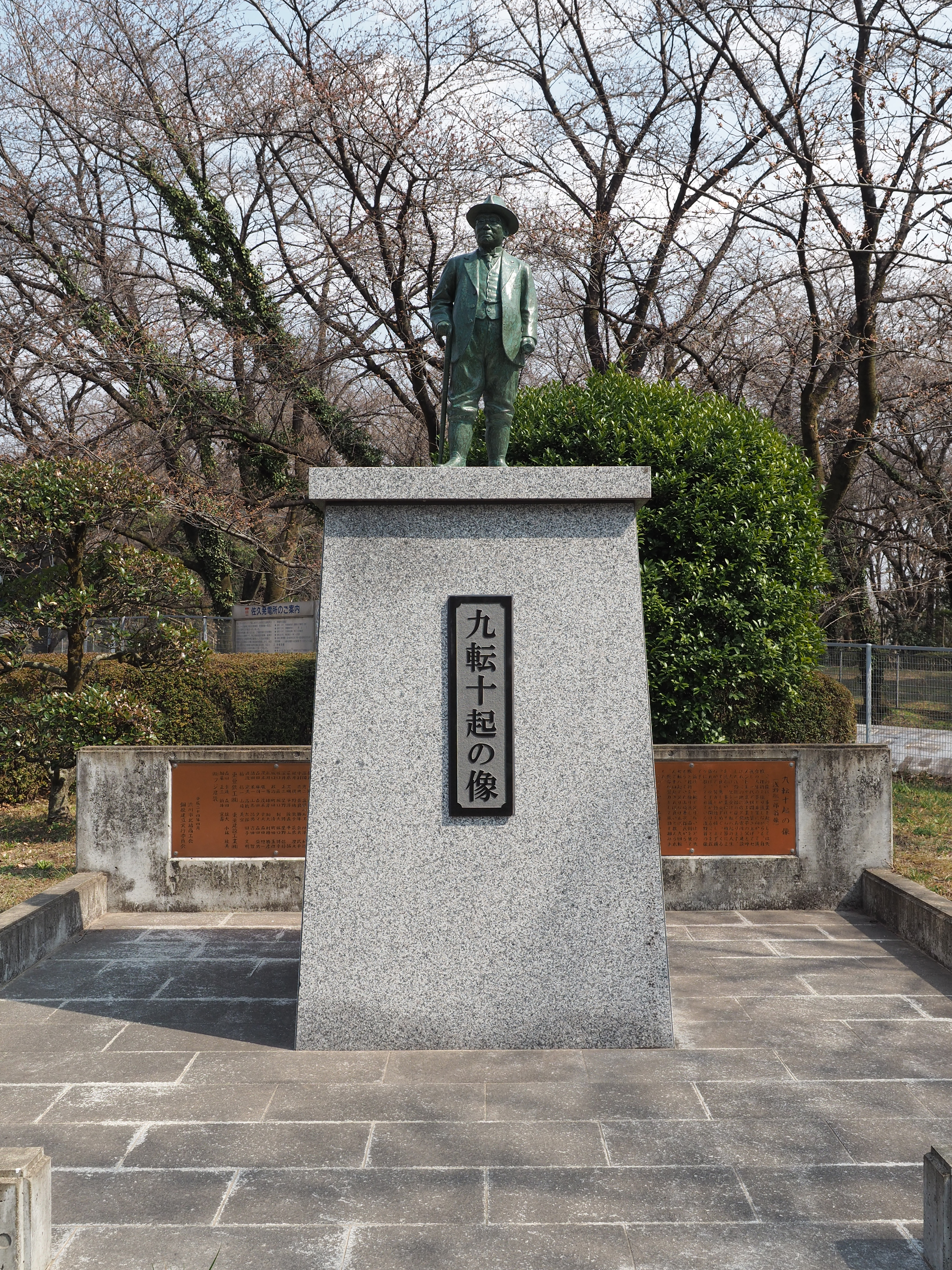
佐久発電所にある、浅野財閥総帥 浅野総一郎の銅像

関東水力電気（かんとうすいりょくでんき）は、1919年（大正8年）に浅野総一郎が創立した電力会社で、東洋一の佐久発電所を有した。1941年（昭和16年）国策により、日本発送電に発電設備を現物出資すると、翌年に、浅野カーリットと合併して関東電気興業（現カーリット）となった。

## 調査と水利権取得
浅野総一郎は東洋汽船設立に際して1896年（明治29年）に渡米し、ナイアガラの滝で水力発電所を見学し感銘を受けた。それで、落差が大きく水量が豊富で、京浜地区への送電が容易な群馬県の吾妻川に水力発電所を建設しようと考えた。1903年（明治36年）米国人アンドリウスと奥山岩太郎に調査させてから、奥山をイタリアに派遣して研究させた。当時、落差利用の水力発電ではイタリアが優れていたからである。他方で、1906年（明治39年）から1917年（大正6年）の間に、吾妻川や神流川や利根川の水利権を取得した。

## 関東水力電気株式会社創立と工事開始
第一次世界大戦中、日本は空前の好景気となり飛躍的な経済成長を遂げた。そのような時代背景において1919年（大正8年）10月に浅野総一郎は資本金1700万円で関東水力電気を創立した。ところが、翌年に戦後恐慌になると、第二回払込ができなくなり、費用不足で工事を始められなかったので、一時は関東水力電気を東京市に売却しようと考えた。ようやく1922年（大正11年）10月に起工式を行ったものの、不況が長引いた上に翌年9月に関東大震災がおきて、震災恐慌になったので、工事を延期した。東京電灯への電力供給契約のおかげで、ようやく、1925年（大正14年）の秋に工事を始めた。

## 発電所の建設工事
常務取締役浅野八郎 (財閥)と技術部長鶴田勝三と電気課長温品麟二は渡米して、最新設備の視察と機械の購入に三ヶ月近く費やした。
利根川上流の綾戸ダムで取水して、2170坪の沈砂池を経て、約12kmの隧道（トンネル）によって45000坪の真壁調整池に導き、そこから約1300mの水圧鉄管によって佐久発電所に落下させて発電する計画で、真壁調整池は余浄水をためて、ピーク時に発電量を増やすことができる。また、水圧鉄管に対するウォーターハンマーを軽減するために、世界一高い80mのジョンソン型サージタンクを設けたが、これは米国シカゴブリッジ社が上のタンク部分を制作し、浅野造船所が下の脚部を制作したとも、前者に特許使用料18万円を払って、後者が千トンの鉄材を用いて約50万円で制作したとも伝わる。また、現場でブルリベッターを用いて水圧鉄管を組み立てたが、これは日本初の試みだった。
工事は延べ130万人を動員し、多くの殉職者を出して、1928年（昭和3年）10月に東洋一の大発電所が完成した。総工費は約二千万円で、当時の群馬県年間予算の二倍以上だった。一番費用がかかったのは隧道の建設だった。浅野総一郎は、完成の前年に没した愛妻「サク」の雅号「佐久」から佐久発電所と名付けた。

### 佐久発電所諸元
集水面積　1700k㎡
全落差　127m
有効落差　117m
取水量最大　毎秒 約42㎥
使用水量最大　毎秒 約59㎥　（真壁調整池で調整）
理論場力　最大 87277馬力
発電力　最大 55000kW
水路延長　約12km (取水口から調整池)
掘削土総容量　950505㎥
コンクリート総容量　248509㎥
使用鉄材総容量　7960t （浅野造船所が供給）
使用セメント総量　69700t （浅野セメントが供給）
総工費　約2000万円

## 経営順調
発電所が稼働してから、1929年（昭和4年）上期、最初の業績は予想以上、545000円余りの純益で、年7分の配当になった。翌年からも7分や8分の配当で、1935年（昭和10年）からは9分以上の配当を維持し他の電力会社より高配当で、堅実に発展した。
佐久発電所の余剰電力を利用して、1934年（昭和9年）に、浅野カーリット群馬工場が操業開始した。1938年（昭和13年）には吾妻川の工事が完成して、発電量が6700kw増えた。
1919年（大正8年）創立時は公称資本金1700万円・払込済1360万円だったが、1935年（昭和10年）公称資本金3000万円・払込済2025万円に増えた。払込済資本金で比較すると浅野財閥のなかでは、浅野セメント、浅野造船所に次ぐ第三位の規模を誇った。
浅野財閥の持ち株比率は33%で経営権を握っていたが、他に東京電灯や鬼怒川水力電気の利光鶴松や安田財閥も大株主だった。

## 発電所を失う

### 日本発送電に佐久発電所を現物出資
日本が戦時経済に入ると、重化学工業が発展したせいで、電力不足になった。そこで政府は、まず日本発送電を設立し、火力発電所の電力を管理した。さらに1941年（昭和16年）10月には、水力発電所も日本発送電に帰属させることにした。この時に佐久発電所が強制的に現物出資させられた。その結果、関東水力電気は日本発送電の株式と子会社関水興業の株式と1456万円の債権を保有するだけの会社になった。

### 浅野カーリットと合併
そこで、爆薬製造の浅野カーリットが関東水力電気と関水興業を合併して資本金を増やすことになった。1942年（昭和17年）10月に、この三社が合併して、関東電気興業となった。その後、1945年（昭和20年）元旦に関東電気工業と改称した。さらに、財閥解体後の1951年（昭和26年）7月に日本カーリットに改称すると、Zの鏡文字のような浅野総一郎の家紋を配した社章を廃して、新たな社章を採用した。
また、1949年（昭和24年）と翌年に、佐久発電所買い戻し陳情書を政府に提出したが、実現しなかった。日本カーリットは1953年（昭和28年）に自家用水力発電として広桃発電所を竣工したのだが、これが関東水力電気の名残となった。他方で、佐久発電所は2024年8月現在も、東京電力ホールディングスの発電所として稼働している。